# Matthias Hofherr

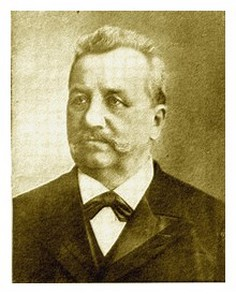
Matthias Hofherr

Mat(t)hias Hofherr (* 1829 in Moosbeuren (Württemberg); † 4. Mai 1909 in Wien) war ein österreichischer Industrieller.

## Leben
Hofherr machte eine Schlosserausbildung und ging anschließend auf die Walz. 1869/70 gründete er in Wien in der Erlachgasse 19, 20 (heute 10. Bezirk, damals noch 4. Bezirk) das Einzelunternehmen M. Hofherr und betrieb es in weiterer Folge mit seinen Söhnen Rudolf, Albert und Richard. 1881 schloss er sich mit dem gebürtigen Ungarn Johann Schrantz und Gründer des Unternehmens Hutter & Schrantz zusammen und gründeten die Gesellschaft Hofherr & Schrantz. Dieses Unternehmen entwickelte sich nach der Fusion mit der Wiener Niederlassung des englischen Landmaschinenproduzenten Clayton-Shuttleworth (1911) zum führenden Landmaschinenproduzenten Österreich-Ungarns und hieß zeitweise (bis 1941) „Hofherr-Schrantz-Clayton-Shuttleworth“ (HSCS).
Begraben wurde Hofherr auf dem evangelischen Teil des Wiener Zentralfriedhofs in Simmering (Zentralfriedhof, Tor 4, 1. Rondeau, Nr. 7). Sein Grabmal hat Josef Grünhut entworfen und spielt auf die Agrarmaschinenindustrie an.
1909 wurde die Reisingergasse im 10. Bezirk nach ihm umbenannt (Hofherrgasse) und 1971 erfolgte die Umbenennung der Holzmanngasse im 21. Bezirk in Hofherr-Schrantz-Gasse.